# دراسات إستراتيجية

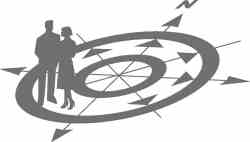
نموذج يمثل التخطيط الإستراتيجي

الدراسات الإستراتيجية هي مجال أكاديمي متداخل التخصصات يركز على دراسة إستراتيجيات الصراع والسلام، وغالبًا ما يولي اهتمامًا خاصًا بالعلاقة بين السياسة الدولية والإستراتيجية الجغرافية والدبلوماسية الدولية والاقتصاد الدولي والقوة العسكرية. تتناول الدراسات أيضًا مواضيع مثل أدوار الاستخبارات والدبلوماسية والتعاون الدولي للأمن والدفاع. يُدرس هذا الحقل بطبيعة الحال على المستوى الأكاديمي أو المهني بعد التخرج، وعادةً على المستويات الإستراتيجية السياسية والإستراتيجية العسكرية.
ظهرت الأسس الأكاديمية لهذا الحقل عبر نصوص كلاسيكية في البداية قادمة من الشرق مثل كتاب فن الحرب لسون تزو، وانتشرت لتحصل على اهتمام أوروبي في كتاب عن الحرب لكارل فون كلاوزفيتز. يرفض العديد من الأكاديميين في هذا المجال حالهم حال كلاوزفيتز النظريات والفرضيات أحادية السبب التي تحصر دراسة الصراع في متغير مستقل واحد ومتغير تابع. حاول عالم رياضيات مثير للاهتمام يُدعى ديتريش هاينريش فون بولو بالفعل في أواخر القرن الثامن عشر إنشاء معادلة رياضية لإدارة الحرب. رفض كارل فون كلاوزفيتز منهجية بولو وادعاءه الرائج حول إمكانية اختزال الحرب في مبادئ وضعية يمكن تعليمها. بدلًا من المعادلتين، يشدد كلاوزفيتز مرارًا وتكرارًا على أن الهدف الأساسي من تعليم القائد العسكري هو عدم إعطائه سلسلةً من الإجابات لتنفيذ المهمة المطلوبة منه (لا يمكن التنبؤ بتعقيدات المهمة)، بل تثقيفه حول جوانب مختلفة من الأمور التي يمكن أن تعترض طريقه ليصبح قادرًا على تقييم الموقف بنفسه، وتطوير إستراتيجيته الخاصة. بحث المفكرون الإستراتيجيون في مجملهم عن أنماط متكررة لا يمكنها -بحد ذاتها- التنبؤ بخصائص أي حالة فردية حتى لو كانت بلا شك تنضوي تحت فئة أوسع نطاقًا، فلا يمكن العثور على جميع الأنماط أو الخصائص في جميع الحالات.
في الآونة الأخيرة، حفزّت النزاعات الكبرى في القرن التاسع عشر والحربين العالميتين مفكرين إستراتيجيين مثل ماهان، وكوربيت، وجوليو دوهيه، وليدل هارت، وفي وقت لاحق أندريه بوفر. أدّت الحرب الباردة، مع ما حملته من خطر تدهورها إلى حرب نووية، إلى زيادة رقعة الانضباط، وظهور مؤلفين من أمثال برنارد برودي، ومايكل هوارد، وريمون آرون، ولوسيان بوارييه، ولورنس فريدمان، وكولن غراي، والعديد غيرهم.
دُرّس هذا الحقل في أفريقيا وآسيا والأمريكتين وأوروبا.
يُدرس هذا المجال في نيجيريا، وبالتحديد في معهد السلام والدراسات الإستراتيجية، وأكاديمية الدفاع النيجيرية، وجامعة إبادان، وجامعة العهد وجامعة أفي بابالولا في نيجيريا التي تقدم دراسات إستراتيجية حول السلام والصراعات، وتوفر جامعة ولاية ناساراوا كيفي دراسات أمنية وإستراتيجية في الماجستير والدكتوراه. بالانتقال إلى جنوب أفريقيا، تقدم كلية العلوم العسكرية في جامعة ستيلينبوش عددًا من الدورات في الدراسات الإستراتيجية من المستوى الجامعي إلى مستوى الدكتوراه. تُعنى كلية العلوم العسكرية -التي تشترك في موقعها مع أكاديمية جنوب أفريقيا العسكرية في سالدانها- بتدريس الانضباط في كليات جنوب إفريقيا للدفاع والحرب.
يُدرس هذا الحقل في أوروبا في جامعة سانت أندروز، وجامعة ريدنغ، وجامعة أبيريستويث، وجامعة أبردين، وجامعة إكستر، وجامعة هل، وكلية الملك في لندن، وجامعة ليدز (جميعها في المملكة المتحدة) وجامعة روما تري وجامعة ميلانو (كلاهما في إيطاليا) وجامعة غرناطة (في إسبانيا) وجامعة الدفاع الوطني (في فنلندا) وجامعة تشارلز في براغ وكلية الدفاع في بريدا الهولندية (هولندا)، ومعهد الدراسات السياسية بباريس وجامعة باريس 13 نورد (في فرنسا)، وكلية كورك الجامعية (أيرلندا)، وجامعة وارسو (بولندا).
يُدرس هذا المجال في الأمريكتين في تشيلي وكندا والبرازيل والمكسيك والولايات المتحدة. نجد في البرازيل الجامعة الفيدرالية في ريو غراندي دو سول، والجامعة الفيدرالية في ريو دي جانيرو والجامعة الفيدرالية في فلومينينسي. يُدرس في كندا في جامعة كالغاري والكلية العسكرية الملكية في كندا. يُدرس في تشيلي في الأكاديمية الوطنية للدراسات السياسية والإستراتيجية التابع لوزارة الدفاع. في الولايات المتحدة، يُدرس هذا المجال في العديد من أنظمة الجامعات الحكومية، مثل الأكاديمية العسكرية الأمريكية، وأكاديمية سلاح الجو الأمريكي، وجامعة جورجتاون، وجامعة جونز هوبكينز، وجامعة ولاية ميسوري، وجامعة تكساس في إل باسو، وجامعة تمبل، والكلية الحربية في الولايات المتحدة الأمريكية، والكلية الحربية الجوية التابعة لجامعة سلاح الجو، والكلية الحربية البحرية الأمريكية، وكلية مشاة البحرية الحربية، وجامعة الدفاع الوطني.
في آسيا والمحيط الهادئ يُدرس هذا المجال أيضًا في العديد من البلدان، في بنغلاديش مثلًا، وبالتحديد في الجامعات الوطنية وجامعة بنغلاديش للمحترفين وجامعة الدفاع الوطني والأكاديميات العسكرية. في أستراليا يُدرس في الجامعة الوطنية الأسترالية. يُدرس في نيوزيلندا في جامعة فيكتوريا في ويلينغتون. في سنغافورة يُدرس في مدرسة إس. راجاراتنام للدراسات الدولية وفي جامعة مالايا في ماليزيا.
يُدرس هذا المجال في باكستان في العديد من الجامعات، ولكن بصورة رئيسة في جامعة القائد الأعظم (كي إيه يو)، وجامعة الدفاع الوطني (إن دي يو)، وجامعة البنجاب، وجامعة فاطمة جناح النسائية. نجد في الهند جامعة سافيتريباي فول بونا وجامعة الله أباد وجامعة الدفاع الوطني في باكستان. تمتلك الأكاديمية الحربية التركية أيضًا معهدًا للبحوث الإستراتيجية (سارين) الذي يُدرس فيه هذا المجال على مستويي الماجستير والدكتوراه.